# 아황산
아황산(亞黃酸, {\displaystyle {\ce {H2SO3}}})은 이산화 황의 수용액으로, 약한 산성을 띤다. 보통 아황산류로 표기되는 화합물의 형태로 식품 첨가물에 이용되는데, 강한 환원제로서 표백 효과를 내기 때문에 식품의 갈변과 유해 세균 번식을 막는다. 수용액 상에서만 얻어질 수 있으며, 유리산으로 얻을 수 없다. 즉, 수용액 외에 다른 상태로 존재하지 않는다. 이 때문에 우리가 얻는 이온화 상수는 다른 산과는 방식이 다르다.

## 화학식
{\displaystyle {\ce {SO2}}}+{\displaystyle {\ce {2H2O}}}{\displaystyle {\ce {<=>}}}{\displaystyle {\ce {H3O^+}}}+{\displaystyle {\ce {HSO3^{-}}}}
위 화학식을 이용하면 이온화상수 {\displaystyle {\ce {Ka1}}}을 얻을 수 있다.

## 같이 보기
- 탄산
- 펄프
- 아황산염
- 황산